# Thomas von Sarnowski
Thomas von Sarnowski (* 1988 in Ebersberg) ist ein deutscher Politiker (Bündnis 90/Die Grünen) und war von 2021 bis 2024 einer der beiden Landesvorsitzenden der bayerischen Grünen.

## Studium und Beruf
Von Sarnowski hat einen Bachelor-Abschluss in Politikwissenschaften mit Volkswirtschaftslehre und Masterabschlüsse in International Political Economy an der University of Warwick und Politik- & Verwaltungswissenschaften an der Universität Konstanz. Von 2016 bis 2017 war er Büroleiter von Landtagsvizepräsidentin Ulrike Gote. Von 2017 bis 2021 war er wissenschaftlicher Mitarbeiter von Dieter Janecek, MdB. Von 2016 bis 2021 war er zudem Geschäftsführer des Bezirksverbands Oberbayern von Bündnis 90/Die Grünen.

## Politik
Von Sarnowski trat 2003 in die Partei Bündnis 90/Die Grünen ein. Von 2004 bis 2005 war er Sprecher der Grünen Jugend Ebersberg und in der Zeit von 2008 bis 2012 Vorsitzender des Kreisverbandes Ebersberg. 2018 wurde er erneut als Beisitzer in den Vorstand gewählt. Im Jahr 2018 kandidierte er bei der Wahl für den Bayerischen Landtag auf Platz 20 der oberbayerischen Liste und für den Stimmkreis Ebersberg. Er bekam 21,1 % der Erststimmen und nach Gesamtstimmen Platz 19 der Oberbayern-Liste. Nachdem die Grünen in Oberbayern nur 17 Mandate erreicht hatten, erlangte er kein Mandat. Seit 2019 ist er Mitglied im Landesausschuss der bayerischen Grünen.
Bei der Kommunalwahl 2020 kandidierte er erfolgreich für den Kreistag in Ebersberg und ist seit dem 1. Mai 2020 Kreisrat.
Im Jahr 2021 kandidierte er für den Landesvorsitz der bayerischen Grünen und wurde im ersten Wahlgang mit deutlicher Mehrheit gegen einen Mitbewerber gewählt. In seiner Bewerbungsrede stellte er vor allem die Themen Radverkehr, ÖPNV und den ländlichen Raum in den Mittelpunkt. Er führte den Landesverband zusammen mit der Co-Vorsitzenden Eva Lettenbauer. Am 27. Januar 2024 verlor er knapp in einer Abstimmung über den Landesvorsitz gegen die ehemalige Landtagsabgeordnete Gisela Sengl.